# بخشنده (فیلم ۱۹۸۹)
اهداکننده (به هندی: Daata) یا بخشنده (به انگلیسی: Giver) فیلمی هندی محصول سال ۱۹۸۹ و به کارگردانی سلطان احمد است. در این فیلم بازیگرانی همچون شامی کاپور، میتون چاکرابورتی، پادمینی کولاپوری، سورش اوبروی، پریم چوپرا، رانجیت، آمریش پوری، سعید جعفری، پالاوی جوشی، سوپریا پاتاک، بهارات بوشان، ساتین کاپو، شوما آناند، لیلا میشرا و عارون باکشی ایفای نقش کرده‌اند.